# Hreljin
Hreljin ist ein Dorf in Kroatien, das seit 1994 zu der Stadt Bakar gehört. Dies liegt in der Gespanschaft Primorje-Gorski kotar. Es hat ca. 2.500 Einwohner (Volkszählung von 2001).

## Lage
Hreljin liegt im Hinterland der Bucht von Bakar und etwa 26 km von Rijeka entfernt. Das Dorf ist auf einem Bergabhang (ca. 320 m über NN) erbaut. Ebene Straßen gibt es  mit einer Ausnahme praktisch nicht.

## Name der Ortschaft
Im altslawischen hieß Hreljin „Hrilin“, dies heißt Herkules.

## Geschichte

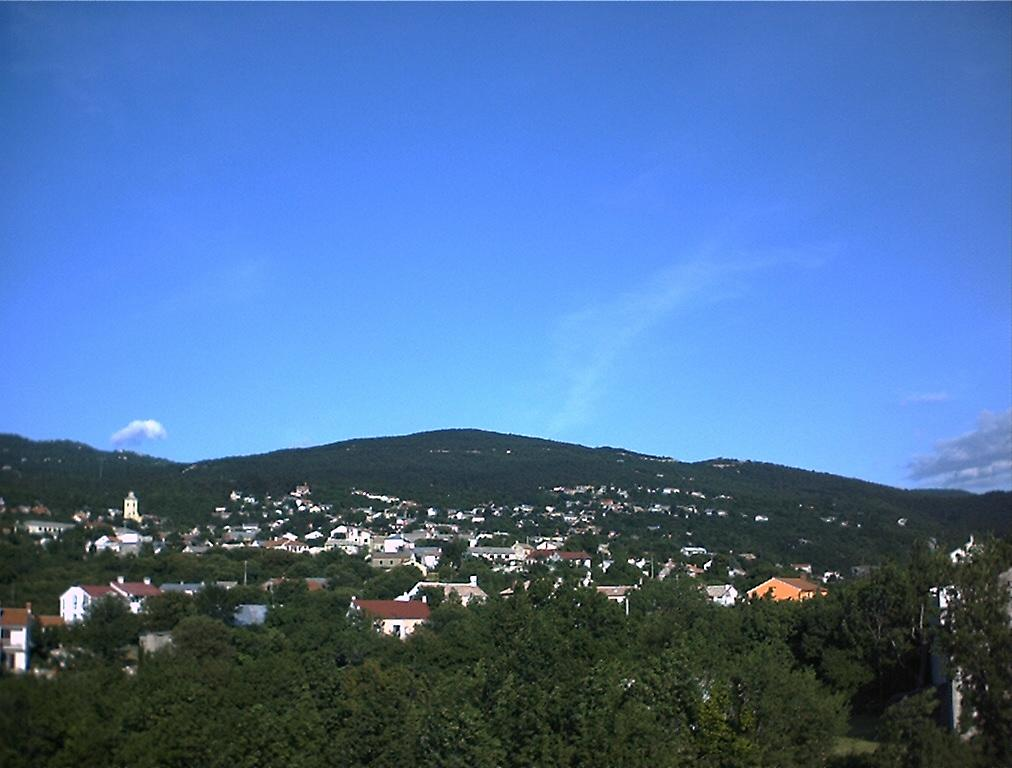
Panorama über Hreljin

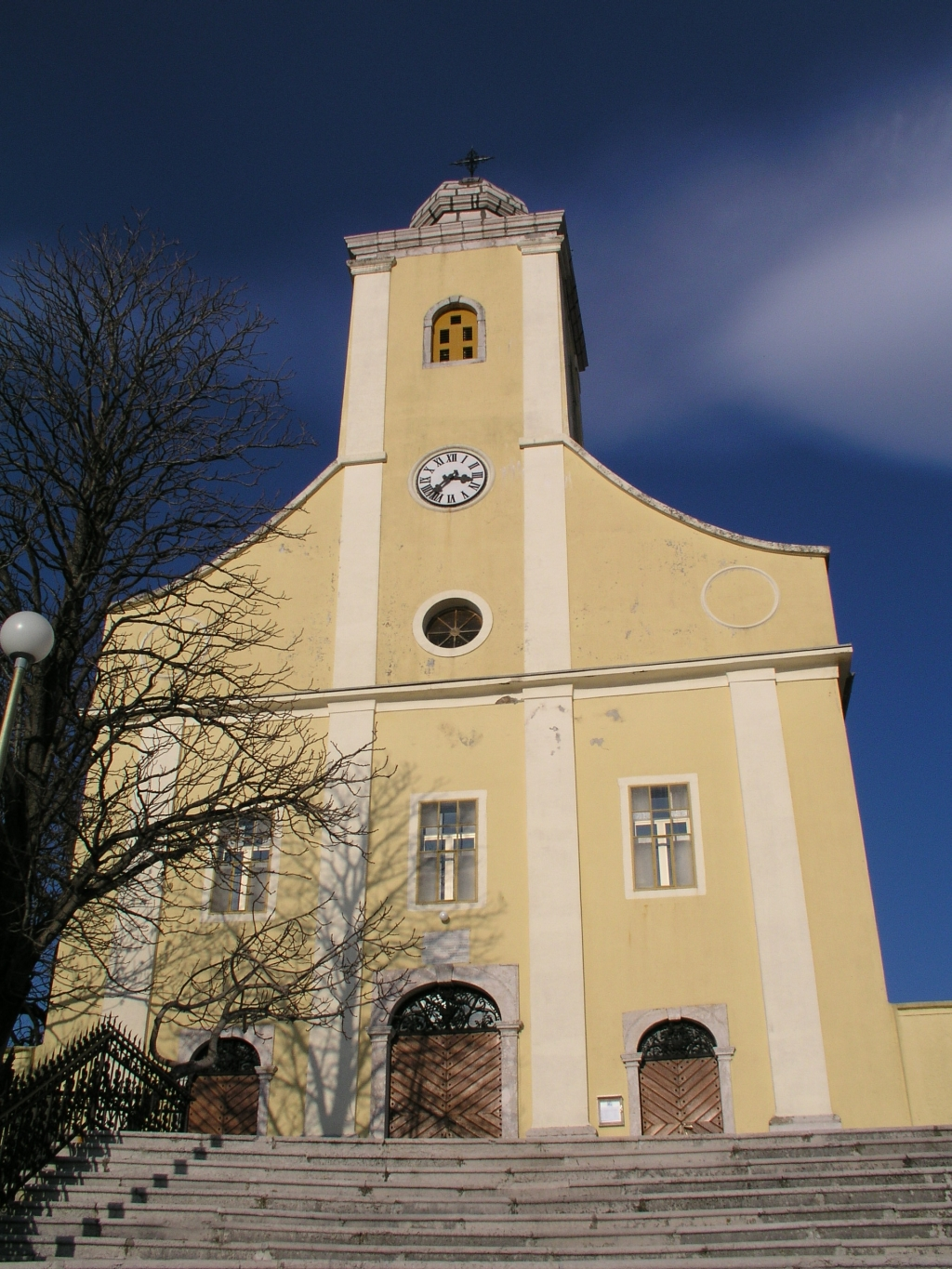
Kirche des Hl. Georg (Sv. Juraj)

Wann Hreljin gegründet wurde, ist unbekannt. Hreljin musste früher eine bedeutende Stadt in der Kvarnerregion gewesen sein, dies belegen verschiedene alte Schriften aus dieser Region.
Das historische Hreljin beinhaltete die heutigen Gemeinden Hreljin, Zlobin, Kraljevica, Križišće und Bakarac.
Das heißt, Hreljin war reich an Ländereien, sie hatte eine Größe von der Adria bis auf die Berge von Zlobin.
An der Bergspitze Gradac in der zwischen Hreljin und Bakarac, wurden Überreste einer römischen Festung und drei Meilensteine gefunden.
Die Fürsten Frankopan herrschten seit 1225 über Hreljin.
Die Stadt wurde am 6. Januar 1288 zum ersten Mal schriftlich erwähnt, dies im Gesetzbuch von Vinodol.
Das Gesetzbuch ist eines der ältesten Gesetzbücher Europas. Die Vinodoler Stadtgemeinden Grobnik, Trsat (Rijeka), Bakar, Hreljin, Drivenik, Grižane, Bribir, Ledenice und Novigrad (heute Novi Vinodolski) unterzeichneten dieses Gesetzbuch. Das Gesetzbuch schützte unter anderem Leibeigene und den Mann aus dem Volk vor den Feudalherren und den Gerichten. Zudem ist es in kroatischer Sprache verfasst und in kursiver glagolitischer Schrift geschrieben.
Die alte Kirche wurde im 15. Jahrhundert gebaut.
1443 wurde der erste Hafen von Hreljin gebaut, dieser Hafen entwickelte sich bald zu einer eigenständigen Siedlung „Kraljevica“ und spaltete sich von Hreljin ab.
1449 Ivan Frankopan über die Herrschaft über Hreljin
1522/1524/1524 litt Hreljin unter den Türkenangriffen.
Die Türkenangriffe und Plünderungen dauerten über Jahrhunderte hinweg bis ca. 1770.
Von 1550 bis 1670 war Hreljin unter der Herrschaft der Zrinski. Zu dieser Zeit baute man zwei Türme mit einer Mauer und zwei Eingangstoren, es kann heute davon nicht mehr sehen werden.
1600 war eines der schlimmsten Jahre der Türkenangriffe, sie plünderten das gesamte Gebiet.
Im Mittelalter und danach diente Bakarac als Hafen des Bezirks Hreljin.
Hreljin war ein strategisch wichtiger Punkt.
Hier kontrollierte man den gesamten Landweg, entlang der Küste, Nord und Süden.
1670 Übernehmen die Fürsten von Zrinski die Herrschaft über Hreljin, damit ging die Ära der Fürsten Frankopan zu Ende.
Als 1726 die Karolinenstraße erbaut wurde, zogen einige Bewohner, in die neue Siedlung Hreljin Pikat, nordwestlich der alten Siedlung – Richtung Rijeka.
Mit der Aufgabe des alten Stadtorts, endete auch die Geschichte des historischen Hreljins.
Die Größe des historischen Hreljins umfasste die heutigen Siedlungen Hreljin, Ruzic-Selo, Zlobin, Kraljevica, Križišće und Bakarac. Ruzic-Selo und Piket bilden unter anderem das heutige Hreljin.
1790 wird im heutigen Hreljin eine neue Pfarrkirche im gotischen Stil erbaut.
Die Schätze (gotische Monstranz aus dem 15. Jahrhundert, Hostiengefäß, Reliquiar der hl. Luzia u. a.) aus der alten Kirche, die durch einen Blitz zerstört wurden, wurden in die neue Kirche (1794) verschoben.
Heute noch kann man die Ruinen des alten Hreljins besuchen.
1853 wird die erste große Schule gebaut, zu dieser Zeit zählte Hreljin ca. 2800 Einwohner.
Im 19. Jahrhundert wanderten zahlreiche Bewohner von Hreljin, Einwohner sprechen von über 50 Prozent, in die USA, Kanada, Gorski Kotar, Karlovac, Bjelovar, Varaždin, Brestacu bei Novska aus. Dies war auf die schlechte wirtschaftliche Lage zurückzuführen.
Während des Zweiten Weltkriegs wurde Hreljin durch die italienischen Besatzungstruppen besetzt, viele Nichtitaliener und Andere wurden in die KZ von Bakar und Kraljevica gesteckt.
Am 7. Oktober 1943 wurden in Hreljin 89 Zivilisten durch deutsche Soldaten, als Vergeltung für einen durch Partisanen getöteten deutschen Soldaten, erschossen. An dem Tage ist die ganze Ortschaft von deutschen Soldaten geplündert worden. Nur persönliche Dokumente, wie z. B. Studienbücher sind von deutschen Soldaten unterwegs weggeworfen worden. (Dies ist von vielen Augenzeugen unabhängig voneinander bestätigt worden.) Am 8. September 1943 wurde Hreljin befreit und die KZ in der Umgebung aufgelöst.

## Sehenswürdigkeiten
- Die Ruinen der alten Stadt und der alten Kirche Hreljin. Nach dem Bau der Karolinenstraße im Jahr 1726 war die Stadt abgelegen und die Einwohner übersiedelten in das heutige Dorf. Erhalten sind Befestigungsmauern mit Ecktürmen und zwei Stadttoren, die die Reste von rund fünfzig Häusern einschließen. An der vorgeschobensten Stelle liegt ein Feudalkastell.

- Die St George Kirche von Hreljin. Diese Ruine steht in alten Hreljin, sie wurde zwischen dem 16. und 17. Jahrhundert erbaut. Daneben befindet sich eine Marienkapelle aus dem Jahr 1699.

## Sport
Hreljin hat einen eigenen Fußballclub, den „NK Naprijed Hreljin“.